# Rada (sowiet)
Rada (ros. cовет, wym. [sawiét], co znaczy „rada”) – nazwa dla różnych organów przedstawicielskich w Rosji (Imperium Rosyjskim, Republice Rosyjskiej i Rosji Radzieckiej), na ziemiach polskich (Rady Delegatów Robotniczych) i w Ukraińskiej Republice Ludowej, a później w ZSRR i niektórych innych państwach socjalistycznych. Pierwotnie termin ten odnosił się do lokalnych rad robotniczych, chłopskich i żołnierskich, na początku XX wieku, w okresie ostatnich lat dynastii Romanowów.
Bolszewicy połączyli ideę Rady z komunizmem. W ramach tego systemu pracownicy, jednostki wojskowe, rejony i gminy wybierały lokalnych przedstawicieli administracyjnych. Te z kolei wybierały delegatów na poziomie bezpośrednio nad nim itd., aż do najwyższych poziomów państwowych.
Według niektórych krytycznych naukowców (również rosyjskich) Rady na wszystkich poziomach w ZSRR nie miały realnej władzy i służyły wyłącznie funkcjom dekoracyjnym.

## Etymologia
Rosyjski rzeczownik sowiet, jak i jego polskie tłumaczenie rada (podobnie jak w języku ukraińskim cовет to рада) i przymiotnik od niego utworzony, wymagają szerszego wytłumaczenia. W 1934 r. celem wyeliminowania rusycyzmu sowiet przyjęto w Polsce jego tłumaczenie Wiktora Sukiennickiego na Radę, a przymiotnik sowiecki na radziecki, który nota bene był staropolskim przymiotnikiem odnoszącym się do radnego, rajcy, rady, zwłaszcza rady miasta, stąd np. stalle radzieckie z XVII w., w krakowskim Kościele Mariackim. Po wojnie oficjalnie w PRL słowa sowiecki nie używano, ze względu na jego pejoratywne kojarzenie się (natomiast w pismach drugiego obiegu używano przeważnie właśnie jego), stąd Związek Socjalistycznych Republik Radzieckich, popularnie zwany Związkiem Radzieckim, czy Krajem Rad. Obecnie obie formy są w użyciu.
Samo słowo sowiet to derywat od prasłowiańskiego větъ „rada”, należącego do tzw. zgodności irańsko~bałto-słowiańskich. Słowo to miało i ma liczne derywaty w rodzinie języków: prasłowiańskie *větje „zjazd, wiec”, větiti „radzić”, staroruskie větъ, rosyjskie soviet, dogovor „rada, zgoda”, staro-cerkiewno-słowiańskie (s-c-s) větъ=greckie βουλή („parlament, pakt”), věšte, staroruskie věče, polskie wiec, staropolskie wiece, s-c-s věštati -ajǫ, rosyjskie otviétit’, otviečát’  „odpowiedzieć”, polskie obiecać, litewskie dialektalne vaitenù „osądzam”, staropruskie waitiāt „mówić”, awestyjskie vaēθ- „sądowy”, vaēθā- „wyrok”. Obecnie rada (w znaczeniu zarówno porady, jak i organu przedstawicielskiego) występuje w formie pokrewnej rosyjskiego w następujących językach słowiańskich: białoruskie cавет/sawiet, słoweńskie svet, serbskie cавет/sawet, macedońskie cовет/sowet, bułgarskie съвет/sywet.

## Pierwsze Rady
Rady powstały jeszcze w toku pierwszej rewolucji rosyjskiej lat 1905–1907. W Iwanowie-Wozniesieńsku, ważnym ośrodku przemysłu tekstylnego, od 28 maja do 1 sierpnia 1905 r. trwał strajk powszechny, koordynowany przez międzyzakładową Radę Delegatów Robotniczych. W październiku 1905 w Petersburgu wybuchł spontaniczny robotniczy strajk generalny. Rosyjski rewolucjonista Lew Trocki objął funkcję przewodniczącego Petersburskiej Rady Delegatów Robotniczych. 
W lutym 1917 roku car znikł z rosyjskiej sceny politycznej, co stworzyło próżnię władzy, a o jej przejęcie walczyły Rząd Tymczasowy i Piotrogrodzka Rada. W całym kraju robotnicy, chłopi i żołnierze tworzą Rady. W czerwcu 1917 przedstawiciele Rad po raz pierwszy zbierają się na ogólnokrajowym Zjeździe Rad. Na Ukrainie powstaje Ukraińska Centralna Rada.
Początkowo Rady składały się w większości z socjalistycznych rewolucjonistów i mienszewików. Jednak bolszewicy na skutek haseł takich, jak „Cała władza w ręce Rad”, uzyskiwali szybkie poparcie społeczne. We wrześniu 1917 r. bolszewicy przejmują władzę w Piotrogrodzie, a jej przewodniczącym zostaje Trocki. 25 października (7 listopada, według kalendarza gregoriańskiego), rewolucja październikowa staje się rzeczywistością, a władza sowiecka (radziecka) zostaje proklamowana tego samego wieczoru na drugim ogólnorosyjskim zjeździe Rad.

## Rady w czasach ZSRR
Pierwsza sowiecka konstytucja została przyjęta w lipcu 1918 roku i doprowadziła do utworzenia RFSRR. Na jej mocy we Wszechrosyjskim zjeździe wzięli udział przedstawiciele lokalnych Rad. Zjazd po raz pierwszy dokonał wyboru Komitetu Wykonawczego i Rady Komisarzy Ludowych. Zasada ta została utrzymana w Konstytucji i w 1924 weszła w życie, dzięki czemu w ciągu następnych dwóch lat, powstał Związek Radziecki.
Zasady władzy Rewolucyjnej Rady w ramach systemu państwowego w ZSRR zakończyły się po Konstytucji z 1936 roku. Od tego momentu, lokalne sowieckie organy przedstawicielskich z różnych poziomów wybierały bezsilne w rzeczywistości parlamenty. Najwyższym organem ustawodawczym w Związku Radzieckim została Rada Najwyższa ZSRR.
Cechy charakterystyczne Rad polegały na tym, że występowały one otwarcie jako organizacje klasowe dające tylko robotnikom, chłopom i złączonym z nimi warstwom pracującej inteligencji rzeczywistą możliwość wybierania i korzystania z prawa wyborczego. 

## Rady po rozpadzie ZSRR
Po upadku Związku Radzieckiego pod koniec 1991 system Rad został w 1993 rozwiązany przez prezydenta Jelcyna i został zastąpiony systemem Federacji Rosyjskiej.